# جلان فينش
جلان فينش هو سباح كندي، ولد في 18 يوليو 1947 في وينيبيغ في كندا.

## روابط خارجية
- جلان فينش على موقع أوليمبيديا (الإنجليزية)